# Rugby (Regno Unito)
Rugby è una città di 78 117 abitanti della contea del Warwickshire, in Inghilterra. La città si trova circa ad una ventina di chilometri ad est di Coventry, presso i confini orientali del Warwickshire con il Northamptonshire ed il Leicestershire. È la più grande città dell'omonimo borough, che nel 2021 contava 114.400 abitanti.
La città è famosa in tutto il mondo per essere stata il luogo di nascita, nella locale Rugby School, dello sport del rugby.

## Geografia
La maggior parte di Rugby si trova a circa 120 metri sopra il livello del mare su un altopiano dalla forma irregolare che si trova tra le valli del fiume Avon e Swift a nord, e il Rains Brook e il fiume Leam a sud. Durante la sua crescita moderna, Rugby si è estesa a nord attraverso la valle di Avon, e ha raggiunto i villaggi di Brownsover e Newbold, che si trovano a nord della valle di Avon. 
Il confine della contea tra Warwickshire, Northamptonshire e Leicestershire a est di Rugby è definito dalla A5 road (ex Watling Street) a circa 4,8 km a est del centro della città di Rugby. Le tre contee si incontrano a Dow Bridge; il punto in cui la A5 attraversa il fiume Avon, formando un triplice punto. A sud-est di Rugby il confine della contea con il Northamptonshire è definito dal Rains Brook. Rugby è la città più a est del Warwickshire (e dell'intera regione delle Midlands Occidentali).

### Sobborghi e distretti
I sobborghi e distretti di Rugby sono:
- Bilton
- Brownsover
- Hillmorton
- Hillside
- New Bilton
- Newbold-on-Avon
- Overslade
- Rokeby

## Origini del nome
Il nome di Rugby sembra che derivi dall'antico inglese Hroca burh, ovvero Fortino del corvo, ma alcuni sostengono che Hroca sia un nome proprio. Recentemente è stata avanzata una seconda ipotesi che sostiene un'origine celtica del nome Rugby. Il toponimo deriverebbe infatti dal celtico Droche-brig, Collina Selvaggia. In seguito all'influenza vichinga, brig sarebbe stato sostituito da by, che tuttora in diverse lingue scandinave significa città.

## Storia

### Un piccolo centro di campagna
Rugby sorse in epoca romana, quando nei pressi dell'attuale città vi era un piccolo insediamento detto Tripontium. Nel 1080 viene citata all'interno del Domesday Book come Rocheberie. Sotto il regno di Stefano venne costruito un piccolo castello, demolito poi poco dopo per ordine Enrico, si trattava però non di un castello vero e proprio ma un piccolo maniero. Secondo una leggenda locale le pietre del castello, vennero poi riutilizzate per costruire la chiesa di St Andrew. Nel 1255 il proprietario del maniero, tal Henry de Rokeby, riuscì ad ottenere per il suo villaggio il titolo di città di mercato. Nel 1567 venne fondata, grazie al contributo di un concittadino droghiere che aveva fatto fortuna presso la corte di Elisabetta I, la Rugby School.

### L'influenza della Rugby School
La Rugby School fu fondata nel 1567 con i soldi lasciati nel testamento di Lawrence Sheriff, un uomo nato nel paese che si era trasferito a Londra e aveva fatto fortuna come droghiere della regina Elisabetta I. Sheriff aveva pensato la Rugby School come una scuola di grammatica gratuita per i giovani del posto, ma nel XVIII secolo aveva acquisito una reputazione nazionale e gradualmente divenne una scuola privata a pagamento, con la maggior parte dei suoi alunni provenienti da fuori Rugby. La Lawrence Sheriff School fu infine fondata nel 1878 per continuare le intenzioni originali di Sheriff.

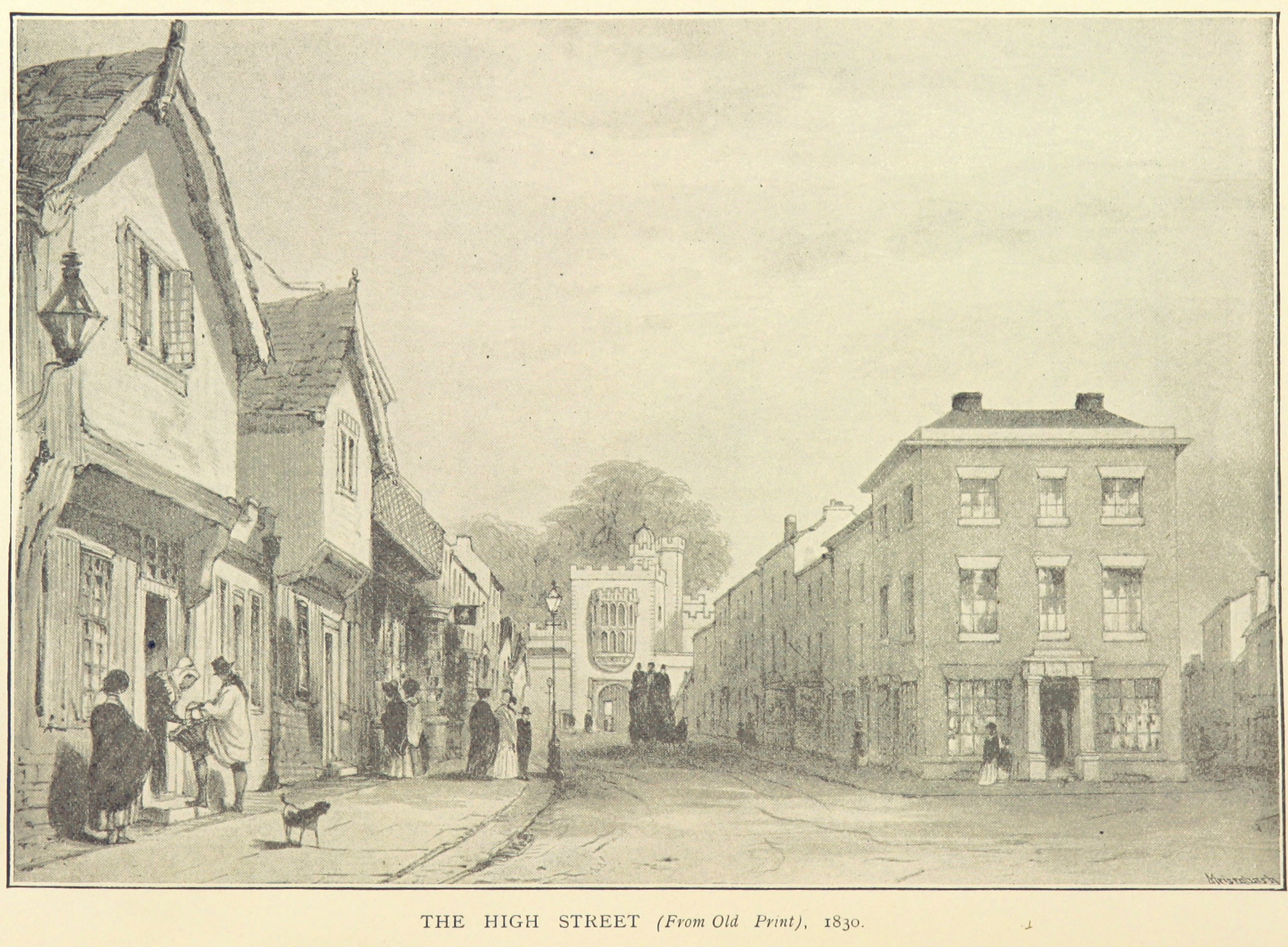
L'High Street in un'illustrazione del 1830

Fino al XIX secolo, Rugby era un insediamento piccolo e relativamente poco importante, con solo la sua scuola a dargli un po' di notorietà. La sua crescita fu lenta, in parte dovuta ai mercati dei vicini Dunchurch e Hillmorton, che erano meglio posizionati in termini di traffico stradale. Nel 1663 Rugby fu registrata come contenente 160 case con una popolazione di circa 650 persone. Nel 1730 questa era aumentata a 183 case, con una popolazione di circa 900 persone. L'importanza e la popolazione di Rugby aumentarono più rapidamente tra la fine del XVIII e l'inizio del XIX secolo a causa della crescente reputazione nazionale della Rugby School, che si era trasferita dalla sua posizione originale in una scuola (ora scomparsa da tempo) a nord della chiesa di St Andrew, alla sua posizione attuale a sud del centro cittadino entro il 1750. Al momento del primo censimento nazionale, nel 1801, Rugby aveva una popolazione di 1.487 persone con 278 case. Nel 1831 questa era aumentata ulteriormente a 2.501 persone in 415 case. Questa crescita fu guidata dai genitori che desideravano mandare i loro figli alla Rugby School, ma non erano in grado di permettersi le tasse di vitto e alloggio e così presero residenza a Rugby, il che a sua volta attirò personale domestico e commercianti nella città per soddisfare le esigenze dei nuovi arrivati. 

### L'avvento dell'industria
Con la costruzione attorno al 1770 dell'Oxford Canal, iniziarono a sorgere attorno a Rugby alcune industrie e manifatture. Circa sessant'anni dopo vennero aperte le prime linee ferroviarie che permettevano di collegare la stazione di Rugby con Londra, Birmingham e tutta l'Inghilterra. Divenuta uno snodo ferroviario di prima importanza, la città vide la sua popolazione aumentare sensibilmente e le sue industrie ingrandirsi sempre più. Con l'avvento del trasporto su gomma, Rugby venne interessata dalla costruzione della M1 e della M6. Grazie alla sua vicinanza alla rete autostradale, Rugby è diventata un importante centro per la logistica, diventando, in alcune definizioni, parte dell'area nota come il triangolo logistico d'oro.

### Fama

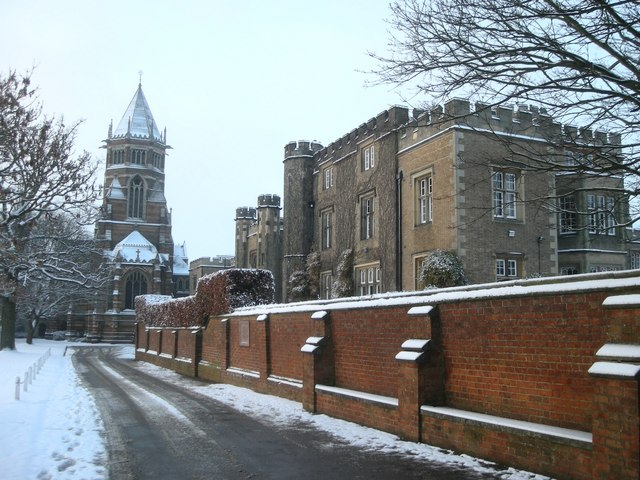
La Rugby School

Rugby è famosa soprattutto per l'invenzione del rugby football, che viene praticato in tutto il mondo. L'invenzione del gioco è attribuita a William Webb Ellis, un allievo della Rugby School che, secondo la leggenda, infranse le regole esistenti del football prendendo la palla e correndo con essa durante una partita giocata nel 1823. Sebbene ci siano poche prove a sostegno di questa storia, alla scuola viene attribuito il merito di aver codificato e reso popolare lo sport. Nel 1845, tre alunni della Rugby School produssero le prime regole scritte dello "stile di gioco del rugby".
La Rugby School è una delle scuole pubbliche più antiche e prestigiose d'Inghilterra, ed è stata l'ambientazione del capolavoro semi-autobiografico di Thomas Hughes Tom Brown's School Days, pubblicato nel 1857. Hughes in seguito fondò una colonia in America per i figli più giovani della nobiltà inglese, che non potevano ereditare secondo le leggi di primogenitura, chiamando la città Rugby. L'insediamento di Rugby in Tennessee esiste ancora.
Si dice che la Rugby School sia stata una delle principali fonti di ispirazione per la rinascita dei Giochi olimpici: l'educatore francese e padre delle Olimpiadi moderne Pierre de Coubertin visitò la Rugby School diverse volte alla fine del XIX secolo e citò la scuola come una delle sue principali fonti di ispirazione per la decisione di far rivivere i Giochi olimpici.
Rugby è il luogo di nascita del motore a reazione. Nell'aprile del 1937 Frank Whittle costruì e testò il primo prototipo di motore a reazione al mondo presso le officine British Thomson-Houston (BTH) di Rugby e, dal 1936 al 1941, si stabilì a Brownsover Hall, nella periferia, dove progettò e sviluppò i primi prototipi di motori. Gran parte del suo lavoro fu svolto nella vicina Lutterworth. Whittle è commemorato a Rugby da una scultura moderna vicino al municipio risalente al 2005, realizzata da Stephen Broadbent. 
L'olografia fu inventata a Rugby nel 1947 dall'inventore ungherese Dennis Gabor, che lavorava anche lui alla BTH. Per questo ricevette in seguito il premio Nobel per la fisica nel 1971. 
Nel XIX secolo, Rugby divenne famosa per il suo importante snodo ferroviario, che fu l'ambientazione della raccolta di racconti Mugby Junction di Charles Dickens.

## Infrastrutture e trasporti

### Ferrovie

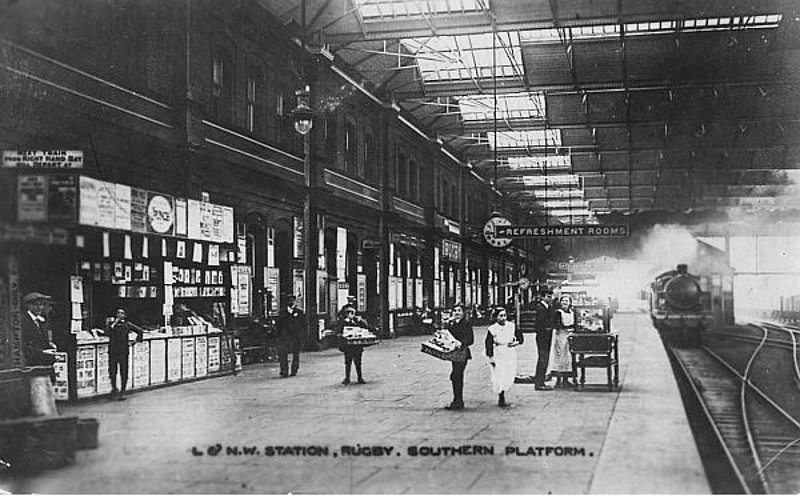
La stazione di Rugby nel 1917

La stazione di Rugby, aperta nel 1838, è una delle fermate principali della West Coast Main Line. Per la stazione di Rugby ci sono diversi servizi diretti verso Birmingham New Street, Stafford, Crewe, Londra Euston, e degli infrequenti servizi verso il Nord Ovest dell'Inghilterra, Glasgow Centrale, Shrewsbury, Chester e Holyhead. I servizi sono gestiti da West Midlands Trains e Avanti West Coast.

### Strade
Rugby è situata vicino alle Motorway M1, M6 e M45, ed alla A5 road, A14 road e la A45 road. A Rugby è presente la Rugby Western Relief Road, una circonvallazione di 6 km aperta il 10 settembre 2010.

## Demografia
Nel censimento del 2021, c'erano 78.117 residenti a Rugby, in aumento rispetto ai 70.628 del censimento del 2011 e ai 62.580 del censimento del 2001.
In termini di etnia nel 2021: 
- L'84,3% dei residenti di Rugby erano bianchi
- L'8,3% erano asiatici
- Il 3,1% erano neri
- Il 3,0% era misto.
- L'1,1% apparteneva a un altro gruppo etnico.

In termini di religione, il 52,9% dei residenti di Rugby si è identificato come cristiano, il 38,6% ha affermato di non avere religione, il 4,0% era indù, il 2,3% era musulmano, l'1,2% era sikh, lo 0,4% era buddista e lo 0,6% era di un'altra religione.

## Amministrazione

### Gemellaggi

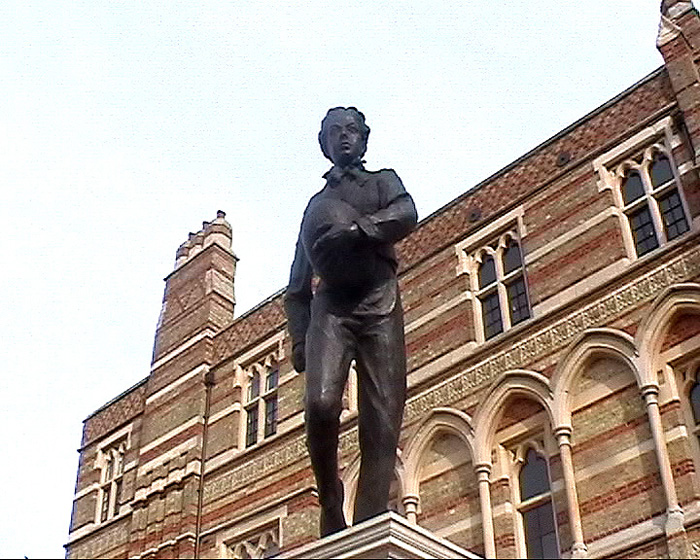
Statua raffigurante William Webb Ellis.

- Évreux, Francia
- Rüsselsheim, GermaniaStatua raffigurante William Webb Ellis.